# 11102 Bertorighini
11102 Bertorighini este un asteroid din centura principală de asteroizi.

## Descriere
11102 Bertorighini este un asteroid din centura principală de asteroizi. A fost descoperit pe 26 septembrie 1995 la San Marcello Pistoiese de Luciano Tesi. Asteroidul prezintă o orbită caracterizată de o semiaxă mare de 2,58 ua, o excentricitate de 0,12 și o înclinație de 2,7° în raport cu ecliptica.